# Streets Is Watching
Street Is Watching est la bande originale du film du même nom. L'album est sorti en mai 1998 sur le label Roc-A-Fella Records et contient des morceaux de Jay-Z, M.O.P., ... L'album a notamment servi à promouvoir les nouveaux rappeurs du label comme Memphis Bleek, Rell, ... L'album marche assez bien commercialement et se classe notamment 3e au Top R&B/Hip-Hop Albums.

## Liste des titres
| No  | Titre                  | Auteur                                  | Producteur                                 | Durée |
| --- | ---------------------- | --------------------------------------- | ------------------------------------------ | ----- |
| 1.  | It's Alright           | Jay-Z, Memphis Bleek                    | Damon Dash, Mahogany                       |       |
| 2.  | Love for Free          | Jay-Z, Rell                             | Dinky Bingham, Barry Salter (coproducteur) |       |
| 3.  | Only a Customer        | Jay-Z, LL Cool J                        | Irv Gotti                                  |       |
| 4.  | Pimp This Love         | Christión                               | Tone Capone, Christión (coproducteur)      |       |
| 5.  | Murdergram             | DMX, Ja Rule, Jay-Z                     | Ty Fyffe                                   |       |
| 6.  | The Doe                | Diamonds In Da Rough                    | Darrell 'Digga' Branch                     |       |
| 7.  | Crazy                  | Usual Suspects                          | Big Jaz                                    |       |
| 8.  | In My Lifetime (Remix) | Jay-Z                                   | Big Jaz                                    |       |
| 9.  | Your Love              | Christión, Jay-Z                        | AK47, Damon Dash, Dave G                   |       |
| 10. | Thugs R Us             | DJ Clue, Noreaga                        | DJ Clue, Ken "Duro" Ifill                  |       |
| 11. | My Nigga Hill Figga    | M.O.P.                                  | M.O.P.                                     |       |
| 12. | Celebration            | Jay-Z, Memphis Bleek, Sauce Money, Wais | Mahogany                                   |       |